# سیستم‌عامل کرومیوم
سیستم‌عامل کرومیوم (به انگلیسی: ChromiumOS) یک سیستم‌عامل آزاد و منبع باز است که برای اجرای برنامه‌های کاربردی وب و مرور وب جهان‌گستر طراحی شده است. این نسخه منبع باز کروم اواس، یک توزیع لینوکس ساخته شده توسط گوگل است.
مانند سیستم‌عامل کروم، سیستم‌عامل کرومیوم بر اساس هسته لینوکس است، اما واسط کاربری اصلی آن مرورگر وب کرومیوم است نه مرورگر گوگل کروم. سیستم‌عامل کرومیوم همچنین شامل مدیریت بسته پورتج است که در ابتدا برای Gentoo Linux توسعه داده شد.  از آنجایی که سیستم‌عامل کرومیوم و کروم ‌‌او‌اس از موتور مرورگر وب برای رابط کاربری استفاده می‌کنند، به جای برنامه‌های دسکتاپ‌ یا برنامه‌های تلفن همراه، برنامه‌های کاربردی وب هستند. 
گوگل برای اولین بار کد منبع سیستم‌عامل کرومیوم را در اواخر سال ۲۰۰۹ منتشر کرد.

## نگارخانه

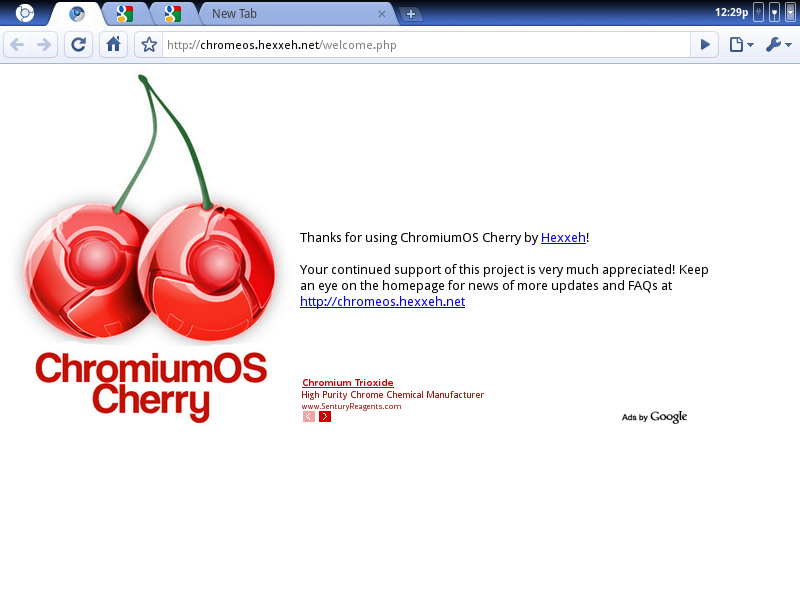
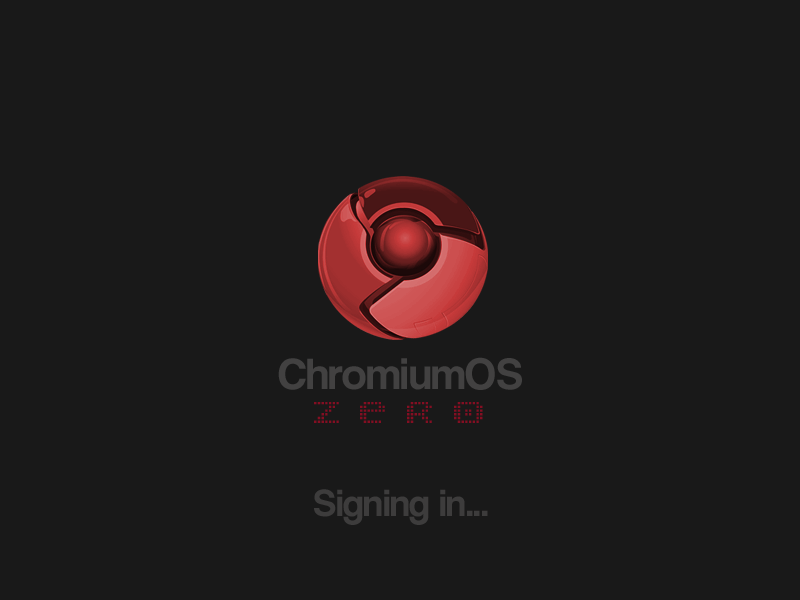
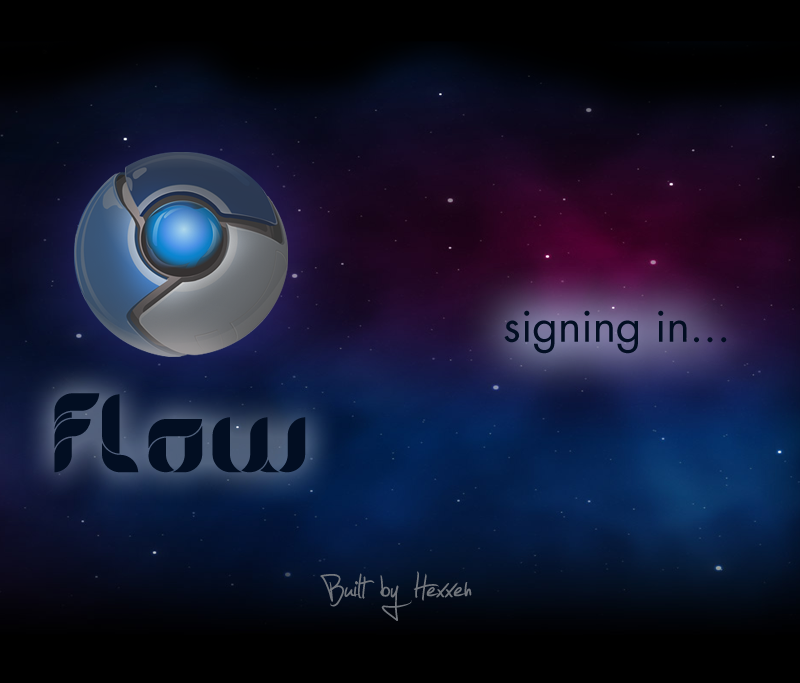